# Беленборн
Беленборн (њем. Böllenborn) општина је у њемачкој савезној држави Рајна-Палатинат. Једно је од 74 општинска средишта округа Зидлихе Вајнштрасе. Према процјени из 2010. у општини је живјело 261 становника. Посједује регионалну шифру (AGS) 7337013.

## Географски и демографски подаци
Беленборн се налази у савезној држави Рајна-Палатинат у округу Зидлихе Вајнштрасе. Општина се налази на надморској висини од 269 метара. Површина општине износи 4,1 km². У самом мјесту је, према процјени из 2010. године, живјело 261 становника. Просјечна густина становништва износи 64 становника/km².